# Frederik Madsen
Frederik Rodenberg Madsen (22 gennaio 1998) è un pistard e ciclista su strada danese che corre per il team STARK-Peter Ellegaard Track Team powered by SANA. Nella specialità dell'inseguimento a squadre su pista ha vinto due medaglie olimpiche (il bronzo ai Giochi di Rio de Janeiro 2016 e l'argento ai Giochi di Tokyo 2020), tre titoli mondiali, un titolo europeo e tre prove di Coppa del mondo.

## Palmarès

### Pista
- 2016

Campionati danesi, Americana (con Casper von Folsach)
- 2017

3ª prova Coppa del mondo 2016-2017, Inseguimento a squadre (Cali, con Julius Johansen, Niklas Larsen e Casper Pedersen)
Campionati danesi, Omnium
- 2019

Campionati europei, Inseguimento a squadre (con Julius Johansen, Lasse Norman Leth e Rasmus Pedersen)
1ª prova Coppa del mondo 2019-2020, Inseguimento a squadre (Minsk con Julius Johansen, Lasse Norman Leth e Rasmus Pedersen))
2ª prova Coppa del mondo 2019-2020, Inseguimento a squadre (Glasgow con Julius Johansen, Lasse Norman Leth e Rasmus Pedersen))
- 2020

Campionati del mondo, Inseguimento a squadre (con Julius Johansen, Lasse Norman Leth e Rasmus Pedersen)
Campionati danesi, Americana (con Niklas Larsen)
- 2023

Campionati del mondo, Inseguimento a squadre (con Carl-Frederik Bévort, Niklas Larsen, Lasse Norman Leth e Rasmus Pedersen)
- 2024

Coppa delle Nazioni, Inseguimento a squadre (Hong Kong, con Tobias Hansen, Lasse Norman Leth e Robin Skivild)
Campionati del mondo, Inseguimento a squadre (con Carl-Frederik Bévort, Niklas Larsen, Tobias Hansen e Rasmus Pedersen)

### Strada
- 2016 (Juniores)

Campionati danesi, Prova in linea Juniores
2ª tappa, 1ª semitappa Keizer der Juniores (Wulpen > Wulpen, cronometro)
- 2017 (Team Giant - Castelli, una vittoria)

2ª tappa A Travers Les Hauts De France (Lallaing > Merlimont)
- 2019 (ColoQuick, tre vittorie)

Eschborn-Francoforte Under-23
Skive-Løbet
Campionati danesi, Prova in linea Under-23
- 2020 (Uno-X Pro Cycling Team, una vittoria)

2ª tappa Bałtyk-Karkonosze Tour (Babimost > Zbąszynek)

#### Altri successi
- 2015 (Juniores)

Baisieux
- 2017 (Team Giant - Castelli)

Roskilde
- 2019 (ColoQuick)

Amager

## Piazzamenti

### Competizioni mondiali
- Campionati del mondo su pista

Londra 2016 - Inseguimento a squadre: 3º
Hong Kong 2017 - Inseguimento a squadre: 10º
Apeldoorn 2018 - Inseguimento a squadre: 2º
Berlino 2020 - Inseguimento a squadre: vincitore
Glasgow 2023 - Inseguimento a squadre: vincitore
Ballerup 2024 - Inseguimento a squadre: vincitore
- Campionati del mondo su strada

Doha 2016 - In linea Juniores: 93º
- Giochi olimpici

Rio de Janeiro 2016 - Inseguimento a squadre: 3º
Tokyo 2020 - Inseguimento a squadre: 2º

### Competizioni europee
- Campionati europei su pista

Atene 2015 - Inseguimento a squadre Juniores: 2º
Saint-Quentin-en-Yvelines 2016 - Americana: 6º
Apeldoorn 2019 - Inseguimento a squadre: vincitore
Apeldoorn 2024 - Inseguimento a squadre: 2º
Apeldoorn 2024 - Chilometro a cronometro: 14º
- Campionati europei su strada

Herning 2017 - In linea Under-23: 26º